# Valleruela de Pedraza
Valleruela de Pedraza település Spanyolországban, Segovia tartományban. Valleruela de Pedraza Pedraza, Arahuetes, Rebollo, La Matilla és Orejana községekkel határos. Lakosainak száma 65 fő (2024).

## Népesség
A település népessége az elmúlt években az alábbi módon változott:
| Lakosok száma | 72   | 67   | 78   | 80   | 84   | 77   | 73   | 71   | 79   | 65   |
|               | 2001 | 2004 | 2007 | 2009 | 2012 | 2014 | 2017 | 2019 | 2022 | 2024 |